# Mickey Jupp
Michael (Mickey) Jupp (Worthing, Sussex, 6 maart 1944) is een Brits musicus (zang, gitaar, piano) en componist.

## Biografie
In 1962 studeerde Jupp af aan de kunstacademie. Hierna speelde hij in verscheidene bands in Southend, waarheen hij op zijn zevende verhuisde. Van 1963 tot eind 1965 speelde hij in The Orioles, met onder andere Mo Witham en Bob Clouter, maar er werden geen platen opgenomen.
In 1968 begonhij met een nieuwe band: Legend, samen met Nigel Dunbar (drums), Chris East (gitaar, zang en harmonica) en Steve Geere (bas en zang) . Deze band nam in verschillende bezettingen drie lp’s op: Legend (Bell Records), Flaming Red Boot Album, en Moonshine. In 1972 stopte de groep door gebrek aan succes. Mickey Jupp was daarna enkele jaren niet actief in de muziekbusiness tot de pubrockrevolutie een hernieuwde belangstelling voor rock-'n-roll teweegbracht. Lokale groepen uit Southend, zoals Dr. Feelgood (die een hit hebben met Jupps compositie Down at the Doctor's) speelden daarbij een belangrijke rol. In 1975 startte Jupp met een nieuwe groep: de Mickey Jupp Band.
In 1978 kreeg Stiff Records belangstelling voor Jupp's muziek en bracht een verzamelplaat uit met nummers van de 3 Legend-lp's: Mickey Jupp's Legend, gevolgd door een echt nieuwe plaat: Juppanese. De A-kant werd begeleid door Rockpile (Dave Edmunds en Billy Bremner op gitaar, Nick Lowe op bas, en Terry Williams op drums) en is geproduceerd door Nick Lowe. De B-kant werd begeleid door Procol Harums Gary Brooker (piano en orgel), Chris Spedding (gitaar), Bruce Lynch (bas) en Fairport Convention drummer Dave Mattacks en geproduceerd door Gary Brooker. In 1979 verscheen de volgende lp Long Distance Romancer (Chrysalis Records), geproduceerd door Kevin Godley en Lol Creme (10CC). Naast Godley (drums) en Creme (gitaar) spelen ook Gary Tibbs (bas) en Roxy Musics Andy Mackay (saxofoon) mee. De lp was gladder en had veel meer geluidseffecten dan de vorige maar verkocht slecht.
In 1980 werd op Line Records de lp Oxford uitgebracht, geproduceerd door de Sutherland Brothers. Mickey Jupp werd begeleid door Ian Duck (gitaar), Dave Bronze (bas) en Bob Clouter (drums). De volgende lp was Some People Can't Dance (A&M Records, 1982, productie Mike Vernon) met gitarist Mo Witham (Orioles, Legend), Tex Comer (bas) en Steve Holly (drums). De van deze lp getrokken single Joggin wordt gekozen tot tune voor de Londense marathon.
A&M Records bracht ook de volgende lp uit: Shampoo Haircut And Shave (1983, productie Francis Rossi en Bernie Frost).
Pas in 1988 verscheen het volgende album, genaamd X, met veel Amerikaanse invloeden (productie Mickey Jupp, Chris East en Mo Witham). Jupp en Witham produceren ook de plaat As The Yeahs Go By die in 1991 verscheen en meer blues bevat dan de vorige. Tex Comer (bas) Ed Deane (gitaar) en The Big Figure (drums) zijn op beide platen de begeleiders. In 1993 werd een Zweedse Mickey Jupp Band gevormd met Tord Eriksson (gitaar), Joakim Arnell (bas), Mats Forsberg (drums) en Mikael Finell (saxofoon) soms aangevuld met de vroegere Rockpile-gitarist Billy Bremner. De groep noemde zichzelf Mickey Jupp and The Refreshments en nam in 1993 het album You Say Rock op.
In 2004 werd een cd uitgebracht met opnamen die eind jaren 70 in vier verschillende sessies voor de BBC waren gemaakt. De gespeelde nummers kwamen voor een deel uit de Legend periode, voor een deel van Juppanese en ook staan er enkele covers op, die Mickey Jupp regelmatig bij concerten gebruikt.
In 2008 werd onder de naam Legend (met naast Mickey Jupp de oude Legend musici Chris East, Mo Witham, John Bobin en Bob Clouter) weer een plaat uitgebracht: Never Too Old To Rock, in 2009 gevolgd door Country & Northern, waar als artiesten Mickey Jupp en Chris East worden genoemd. In beide gevallen gaat het om cd's met nummers die de laatste 20 jaar door Mickey Jupp en Chris East samen zijn geschreven. De productie en verspreiding vonden plaats tegen de zin van Jupp en zijn in handen van Chris East (Wild Birch Records).
In 2010 verscheen Favourites, een cd met nummers van Mickey Jupp, die door hem in eigen beheer werd uitgebracht.
Ook in 2010 wordt – opnieuw tegen de zin van Mickey Jupp – door Chris East een cd uitgebracht met opnames van een concert door Jupp en Mo Witham in het Lake District: Live At The High Cross Inn.